# Jiří Urbánek (hudebník)
Jiří Urbánek (28. ledna 1944 Frýdek-Místek – 16. května 2009 Ostrava) byl jedním ze zakládajících členů skupiny Flamingo, kterou od roku 1975 vedl. Hrál na baskytaru.

## Životopis
Narodil se v roce 1944 ve Frýdku-Místku, ale brzy se s rodiči přestěhoval do Branky u Opavy, kde strávil celé své dětství. Výborný prospěch na základní škole naznačoval jeho talent, pracovitost a preciznost. V devíti letech se začal hudebně vzdělávat na Hudební škole v Opavě, kde studoval hudební nauku a hru na klavír. V době dospívání hrál v místní branecké kapele. Vystudoval Střední všeobecně vzdělávací školu v Opavě a po maturitě v roce 1961 byl přijat na ostravskou konzervatoř. Jeho hlavním oborem byl kontrabas, ale studoval ještě hru na klavír, pozoun a hudební teorii.
V roce 1964 přerušil studium na konzervatoři a nastoupil dvouletou vojenskou službu v pražském AUSu. V roce 1967 odložil pístový trombon a začal se věnovat baskytaře. Za svou hru na bezpražcovou baskytaru získal pověst nejlepšího hráče vůbec. Studium hry na kontrabas ukončil až v roce 1969. Pak ještě dálkově studoval kompozici.
Kromě Flaminga hrál ještě v triu s Vladimírem Figarem (varhany) a bubeníkem Radkem Dominikem. Po Kovalčíkově smrti v roce 1975 převzal vedení souboru do roku 1977. Od roku 1967 byl také členem Ostravského Rozhlasového orchestru (ORO), jehož jádro tvořilo Flamengo, od roku 1981 režíroval jazzovou odnož ORO, Jazzový ostravský rozhlasový orchestr (JORO) s Rudolfem Březinou (elektrický bas), Vlastimilem Bílkem (bicí) a Danou Vrchovskou (vokály). Jako aranžér spolupracoval s mnoha českými jazzovými hudebníky jako byl Gustav Brom, Josef Vobruba, Karel Velebný, Karel Růžička, Jiří Stivín, Emil Viklický, Milan Svoboda, Rudolf Dašek, Laco Déczi, Radim Hladík, Svatopluk Kováč, Marie Rottrová a Vlasta Průchová. Urbánek složil tituly pro svůj soubor JORO, sonáta pro saxofon a klavír a hudbu pro film a televizi. V roce 1972 měl vedlejší roli v celovečerním filmu Smrt si vybírá.
Jiří Urbánek byl všestranně nadaný muzikant a perfekcionista, náročný k sobě i ke svému okolí.